# Orbitel
Orbitel (bulgarisch Орбител) ist ein bulgarischer Telekommunikationsdienstleister und Internet Service Provider. Seit 2011 gehört Orbitel zu Mobitel, dem führenden Mobilfunkanbieter Bulgariens, einem Unternehmen der Telekom-Austria-Gruppe.

## Geschichte
Orbitel wurde 1997 von Victor Francess und Nikolai Gorchilov gegründet, die noch bis 2007 im Vorstand des Unternehmens tätig waren. Im Jahr 2006 war es das zweitgrößte Festnetztelekommunikationsunternehmen Bulgariens und seine Produkte in über 35 Städten verfügbar.
Anfang des Jahres 2006 übernahm Magyar Telekom aus Budapest, die ungarische Tochter der Deutschen Telekom, für einen Kaufpreis von 8 Millionen Euro sämtliche Anteile der Gesellschaft. Orbitel, das vor allem Geschäftskunden versorgte, hatte im Jahr zuvor mit 133 Mitarbeitern einen Umsatz von 9,3 Millionen Euro erreicht. Die Telekom plante das bestehende Geschäft auszubauen und weitere 7 Millionen Euro zu investieren.
Nach einer Neubewertung der strategischen Bedeutung des bulgarischen Marktes entschied sich der Telekom-Konzern jedoch zum Rückzug. Das Backbone-Netzwerk des Unternehmens wurde auf Novatel übertragen, eine weitere, im Jahr 2004 gegründete bulgarische Tochtergesellschaft und Orbitel im Anschluss für 5 Millionen Euro an Spectrum Net verkauft. Spektrum Net war ein Unternehmensprojekt der Alfa Finance Holding, das im Jahr 2011 mit dem Verkauf der Orbitel-Anteile an Mobitel abgeschlossen wurde.